# Hemicrambe townsendii
Hemicrambe townsendii là một loài thực vật có hoa thuộc họ Brassicaceae.
Loài này chỉ có ở Yemen. Môi trường sống tự nhiên của chúng là vùng nhiều đá.